# Каное

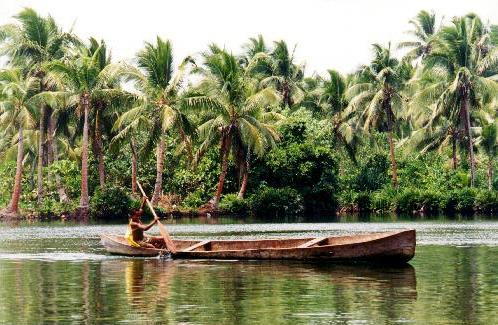
Каное, виготовлене способом випалювання і видовбування. Соломонові о-ви.

Кано́е (англ. canoe, ісп. canoa від аравак ka-no-a) — невелике гребне, або вітрильно-гребне судно, для якого характерні веретеноподібна форма корпусу і спосіб веслування одним однолопатевим лопатоподібним веслом без кочета. Належить до одного з найстаріших на Землі видів човнів, що був відомий людині з часів пізнього палеоліту. Сьогодні їх використовує багато тубільних племен Америки, Африки, Південно-Східної Азії і Океанії.

## Етимологія

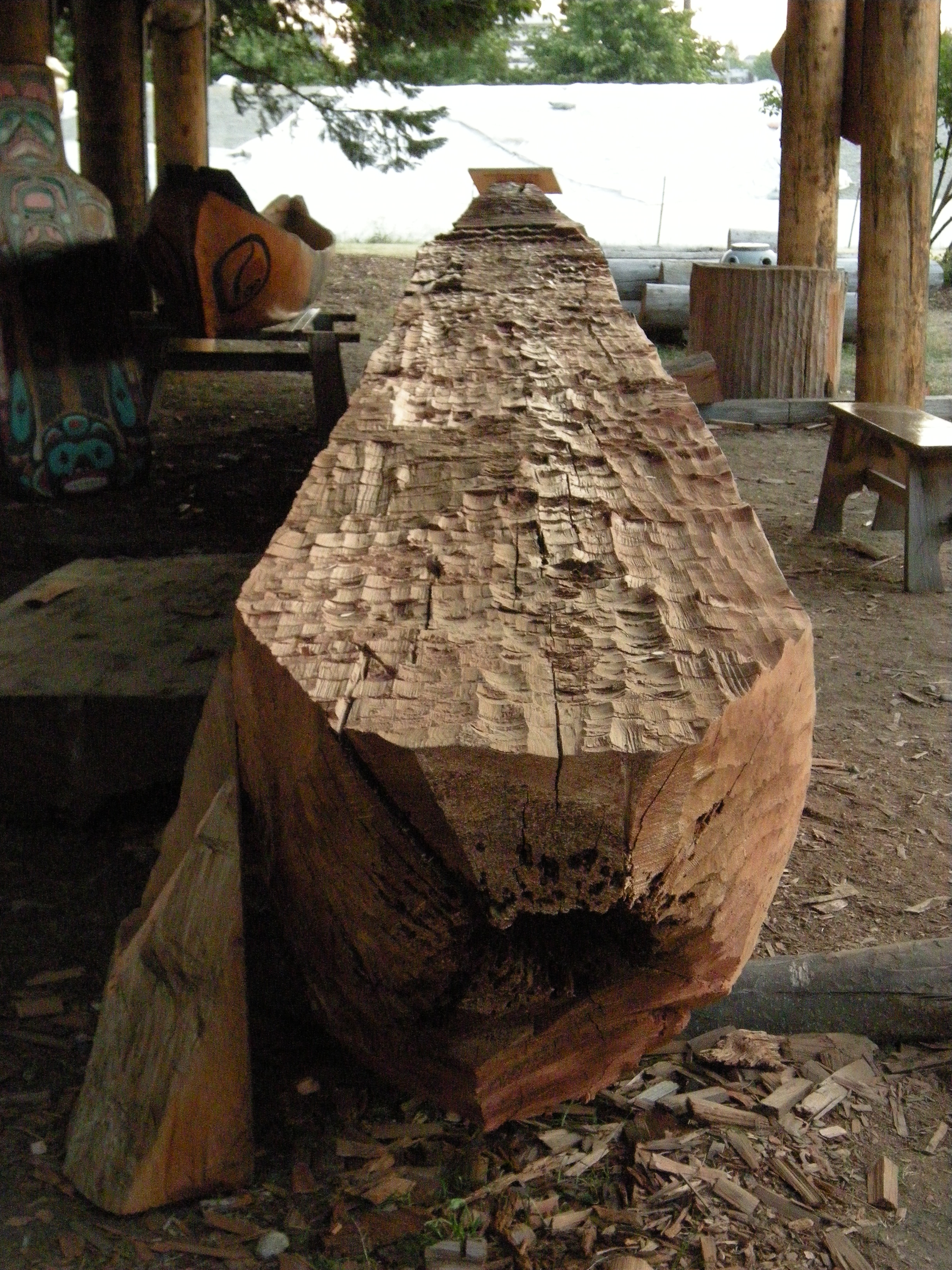
Підготовка стовбура до видовбування каное. Сіетл. США

Слово «каное» походить від іспанського Canoa, яке саме походить від карибського араваксько-таїнського Ka-no-a, що означає «плисти по воді». Термін «каноу» (kanow) дотепер використовує карибська народність Акавайо (Akawaio) з Гаяни для позначення каное.

## Історія

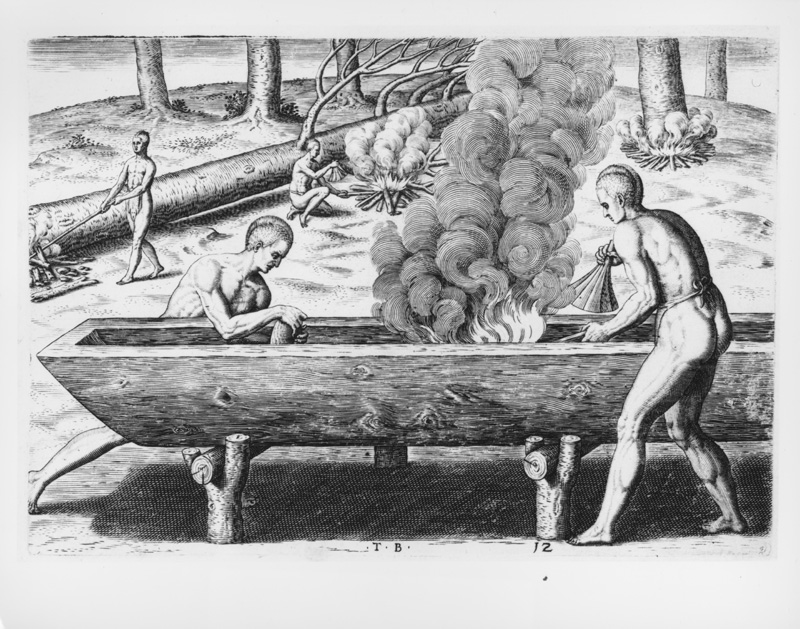
Індіанці Америки виготовляють каное методом випалювання серцевини стовбура. Гравюра XVI ст.

Каное було одним з перших човнів, які використовувала людина. Ідея каное-довбанки могла бути викликана видом стовбура дерева, що пливе у воді. До появи у людини інструментів, що дозволяли надати стовбуру форму човна і видовбати в ньому заглиблення для розміщення гребця та вантажу, як плавзасіб використовували плоти, зв'язані з декількох необроблених стовбурів дерев.
Поява в мезоліті та неоліті (X тис. до н. е.) у людини ефективних інструментів для обробки деревини (кам'яних та рогових сокир), уможливила появу каное. Найстарішим відомим на сьогодні каное-довбанки є каное з Пессе, знайдене в Нідерландах і датоване радіовуглецевим методом близько 8040—7510 рр. до н. е.
Одне з найдавніших відомих каное у світі — дуфунське каное, що виявлене біля селища Дуфуна в Нігерії і нині[коли?] зберігається в Даматуру, столиці штату Йобе. Воно датується 6000-6500 р. до н. е. і є найстарішим виявленим човном в Африці і третім найстарішим човном у світі.

Розкопки в Данії виявили використання каное-довбанок з веслами у період культури Ертебелле (близько 5300–3950 рр. до н. е.).

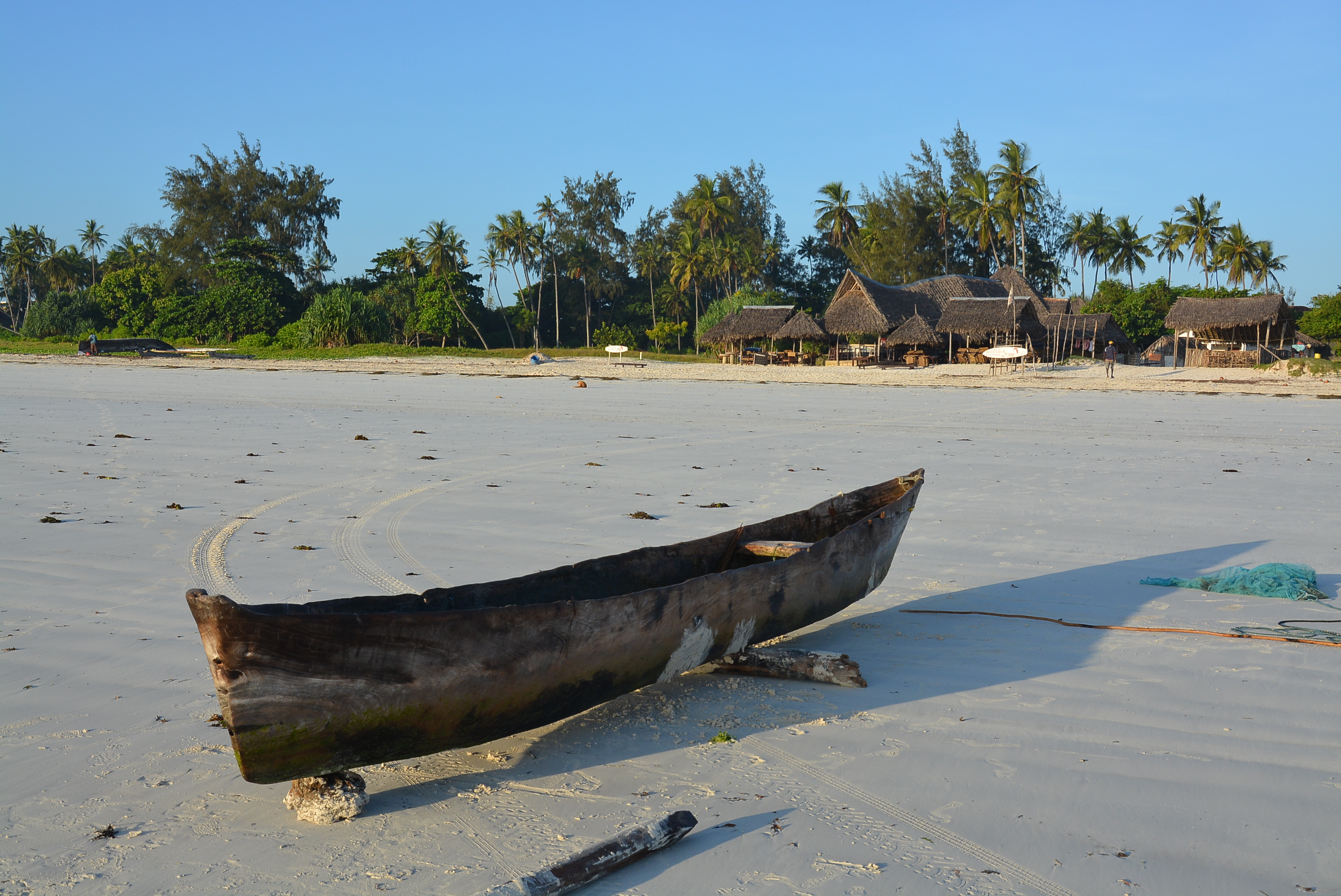
Каное-довбанка Мтумбві на узбережжі Індійського океану. Кенія

Австралійські аборигени виготовляли каное з різних матеріалів, включаючи кору дерев та видовбані стовбури дерев. Для виготовлення каное з кори потрібно було багато навичок і їх можна було виготовити лише з кори певних дерев, зібраної у потрібний час року. Дерева, пошкоджені внаслідок видаленням з них кори для виготовлення каное, стали відомі прибулим до Австралії європейцям як «каное-дерева».

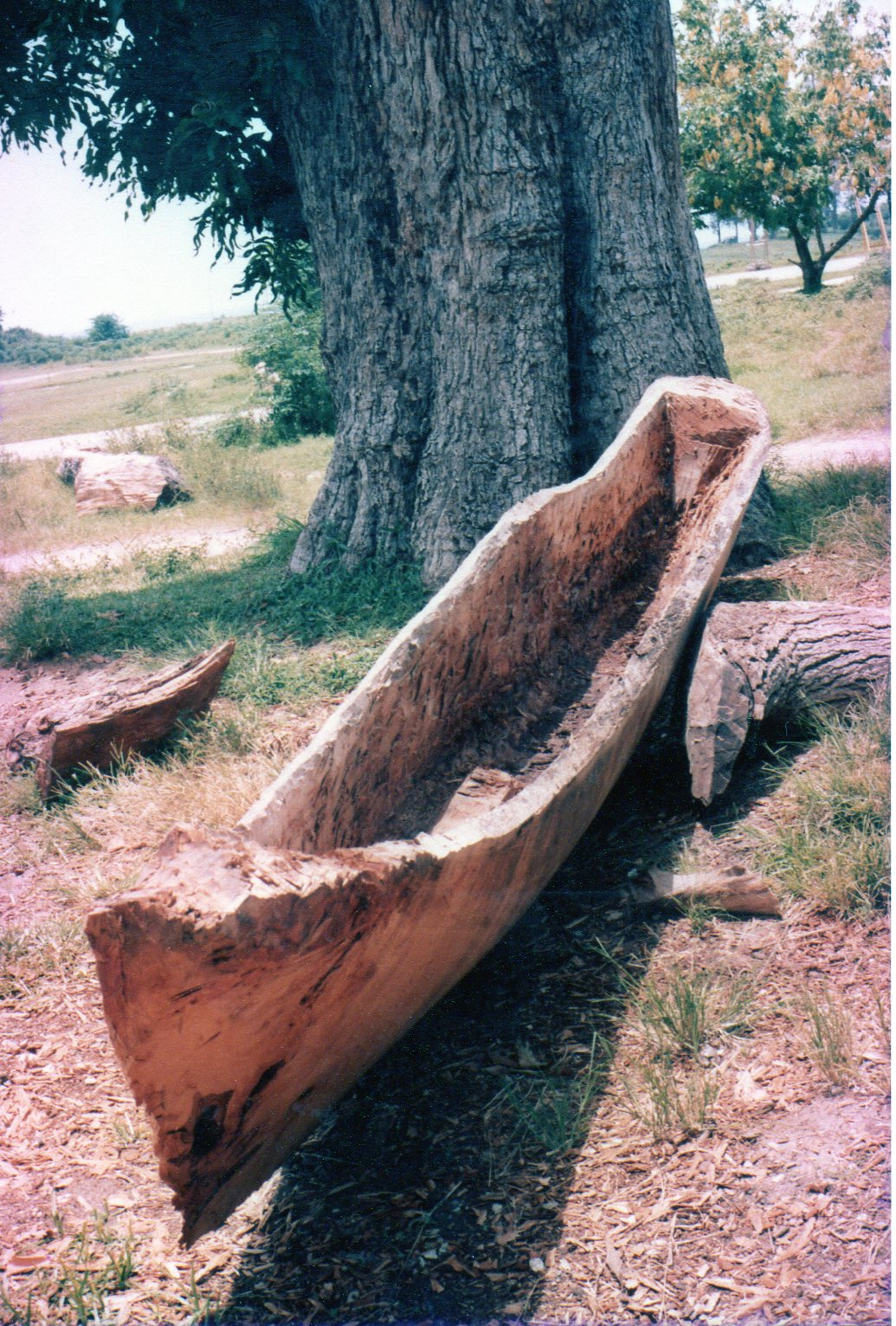
Видовбане з цільного стовбура каное, о. Реюньйон

Австронезійські народи удосконалили форму каное, додавши до нього аутригери (балансири) і вітрила. На своїх вітрильних каное з аутригерами — проа, вони перетинали океанські простори і змогли колонізувати численні острови від острова Мадагаскар у Індійському океані до Гаїті і островів Пасхи в Тихому океані. Вітрильні каное з аутригерами типу лакана дотепер широко використовує місцеве населення о. Мадагаскар, а нгалава — на східноафриканському узбережжі Суахілі в Танзанії та Кенії. Бойові каное австронезійців, такі як кора-кора могли досягати довжини 30 метрів і містити до 200 воїнів.
Американські індіанці виготовляли каное з цільних стовбурів дерев, вирубуючи і випалюючи серцевину, або ж зшивали з бересту (перевагою останнього варіанта є те, що такі каное дуже легко і зручно переносити). Взагалі, ще в 2021 році в озері Мендота, що у штаті Вісконсин (США), дослідники історичного товариства виявили щонайменше 13 стародавніх каное, вік найстарішого з яких — 4500 років.
Перша фабрика, що випускала каное промисловим способом, з'явилася у Квебеку у 1750 році. Іноді всі сучасні каное, побудовані не традиційним способом, називають «канадськими».
Після Громадянської війни в США каное стали популярним способом проведення дозвілля — їх використовували як для полювання і рибальства, так і просто для відпочинку на природі. Тоді ж, через нестачу берести, стали популярними сучасніші моделі каное з дерев'яних дошок.
У Європі каное і каяки стали популярними після виходу у 1865 році книги шотландського юриста Джона МакГрегора «1000 миль у каное „Роб Рой“», де він описував свої подорожі на каное-подібному човні по Європі і Близькому Сходу. 1866 року МакГрегор заснував Королівський Каное Клуб (RCC), перший каное-клуб в світі.
У 1880 році з'явилася Американська асоціація каное, а у 1924 у Данії — Міжнародна федерація каное. У тому ж році плавання на каное з'явилося на Олімпійських іграх.

## Конструкція

1 — ніс, 2 — корма, 3 — корпус, 4 — сидіння, 5 — банки, 6 — планшир, 7 — палуба, 8 — планка для перенесення

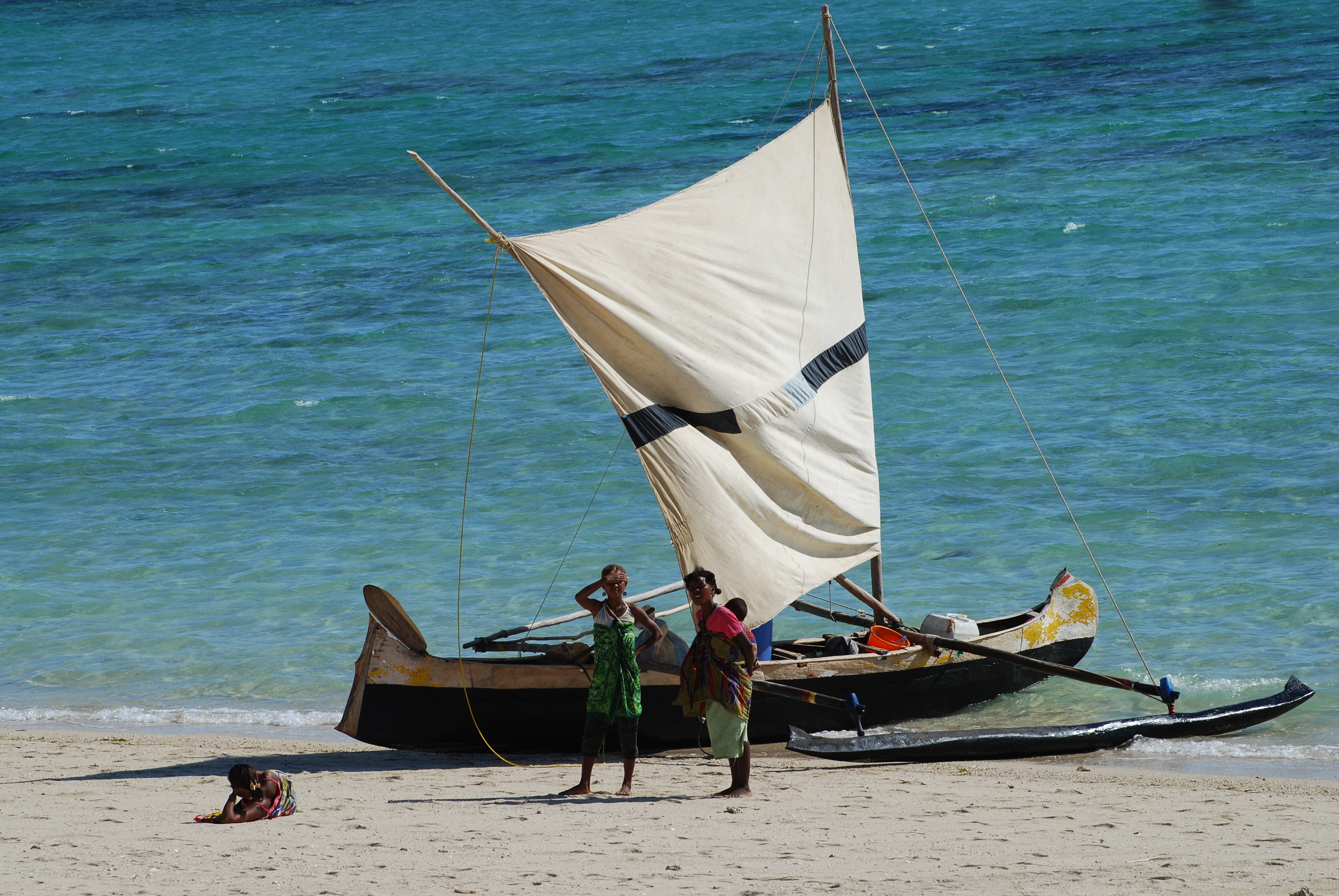
Складне каное Лакана з аутригером (балансиром) і вітрилом. Мадагаскар

Як правило, традиційні каное виготовлялися з цілого стовбура дерева шляхом випалювання і видовбування. Альтернативним варіантом було будівництво каркаса, який потім обтягували корою або шкірою. Зазвичай каное мало симетрично загострений ніс і корму. Такі човни були різних розмірів, розраховані здебільшого на 2-3 осіб, проте найбільші могли вміщувати до 100 чоловік.
Рулювання каное здійснюється рульовим бічним веслом — поворотом весла у воді і зміною його траєкторії в кінці гребка.
Існує багато плавзасобів, візуально схожих на каное, наприклад каяк і байдарка. Головними особливостями, за якими можна відрізнити каное є:

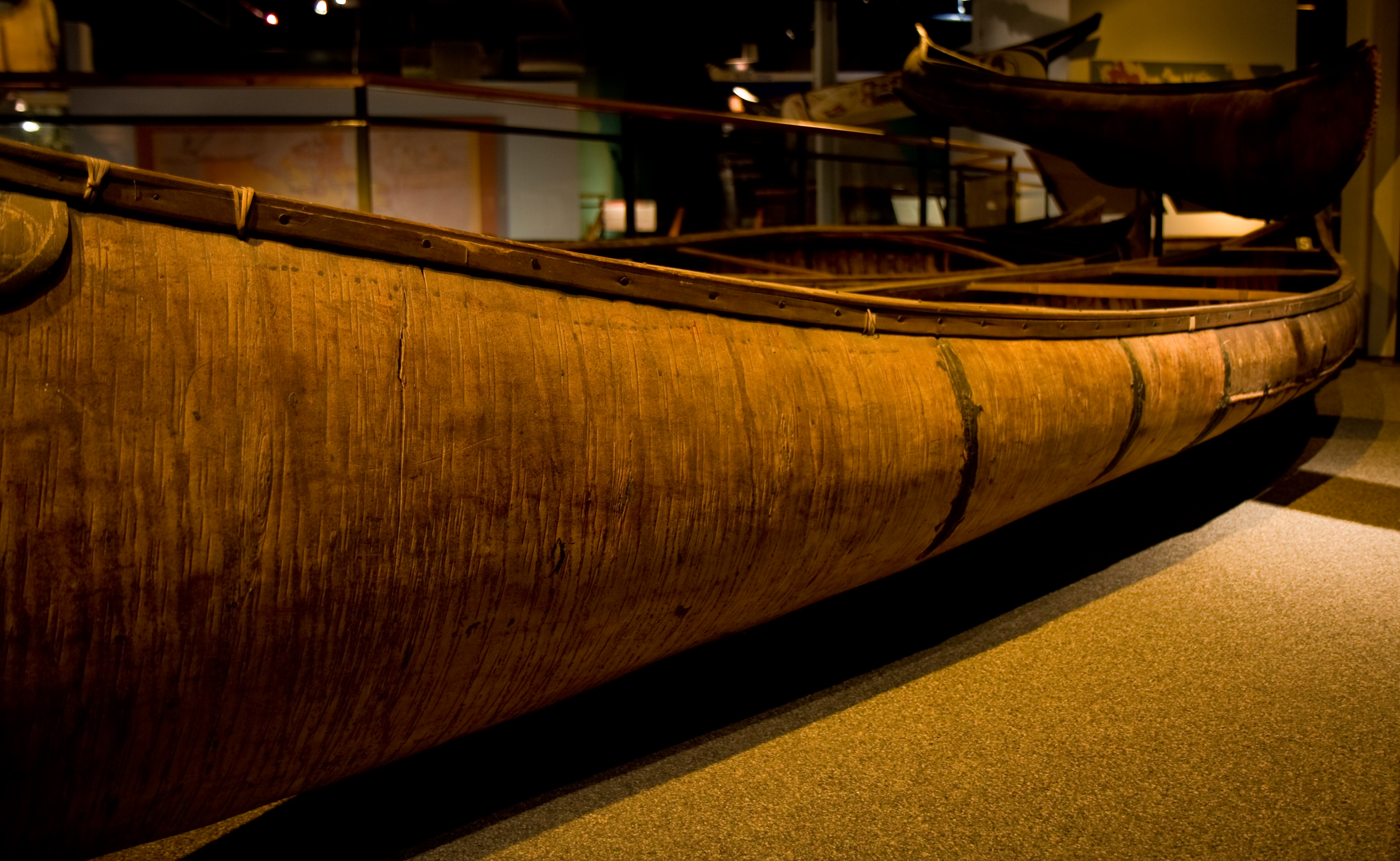
Берестяне каное з музею Торонто

- Весло з однією лопаттю — у каяках використовують весло з двома лопатями;
- Відсутність спинки — на каное гребець стоїть на одному чи двох колінах, або ж сидить на сидінні-банці[16];
- Відкритість — на відміну від каяка, що є закритим човном з кокпітом для гребця, каное не має відсіку для багажу і захисту від води;
- Розмір — каное може бути як одномісним, до 3 метрів, так і дуже великим — бойові каное сягали 30 метрів завдовжки, тоді як каяки, зазвичай, одномісні;
- Каное зазвичай не розбірне — на відміну від каяку чи байдарки[17].

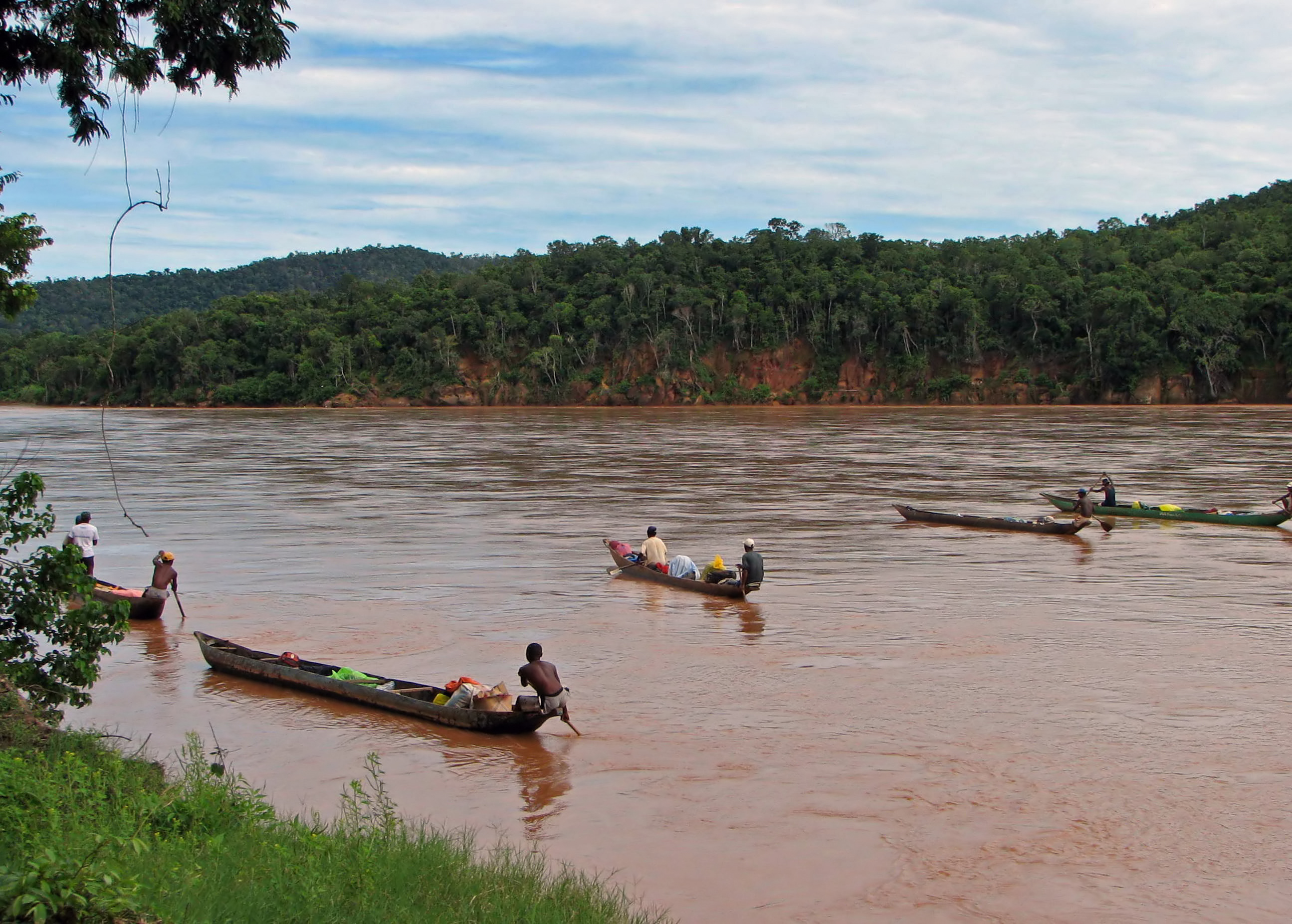
Каное-довбанки на р.Тцирібіхіна, Мадагаскар

Також, каное зазвичай мають значно більшу вантажопідіймальність, але меншу стабільність при непогоді, через те, що центр ваги каное з гребцем знаходиться над рівнем води (у байдарці і каяку він знаходиться під водою). Ширина каное також більша ніж у байдарок і каяків — 90-100 см.
Каное зазвичай симетричні — ніс і корма виглядають однаково, що дозволяє легко переміщуватись у будь-якому напрямку. Проте іноді вони можуть мати транець з боку корми для встановлення мотора.
Вигин дна каное називають рокером. Що пласкіше дно, то менша маневреність каное, але то більша його курсова стійкість.
Каное зазвичай мають пласке дно без кіля, проте іноді можуть бути обладнані ним.
Сучасні каное можуть бути зроблені не лише з дерева — вони можуть бути пластиковими, алюмінієвими, фанерними, з ПВХ або композитних матеріалів, надувними.

## Спортивні дисципліни

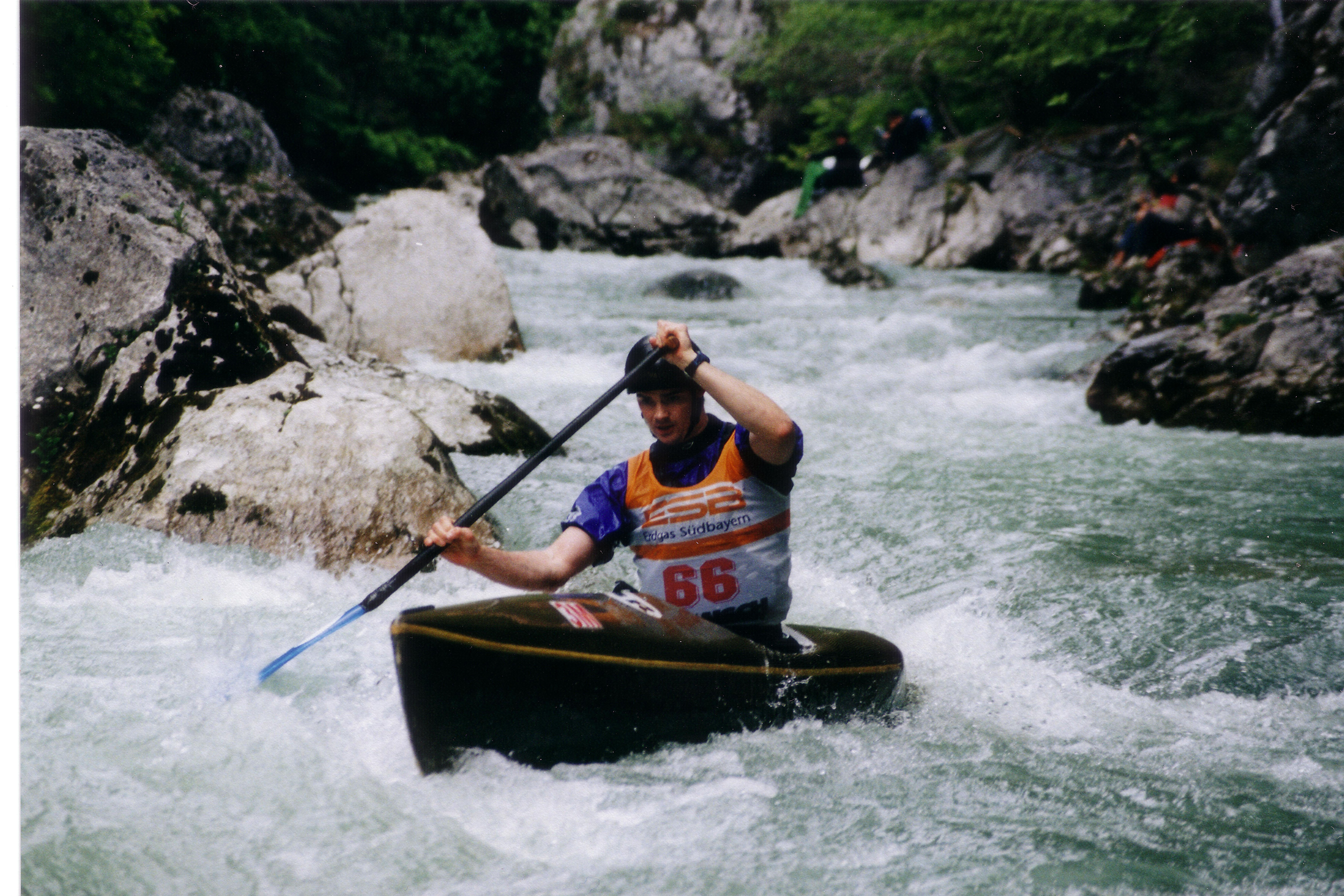

### Слалом на каное
У цьому виді спорту, гребець має пройти по трасі завдовжки 250—300 метрів, що складається з 18-25 воріт, які мають бути послідовно пройдені гребцем (не торкаючись самих воріт). Переможцем є людина, що пройшла всі ворота якнайшвидше. За торкання воріт або проходження їх в неправильному порядку нарахувується штрафний час.
Гравці змагаються у закритих човнах, більше подібнихх до каяків ніж до каное. Різниця між дисциплінами слалому на каное і каяках полягає у веслах — у слаломі на каное весло з однією лапаттю.
Принаймні 6 з воріт розташовуються так, щоб їх треба було долати проти течії.
Траса складається з великої кількості порогів. Кількість, форма і взаєморозташування порогів визначають складність гонки. Зазвичай траса проєктується так, щоб найкращі спортсмени проходили її за 90-110 секунд. З 1960-х змагання проводяться на спеціально створених каналах, а не на природних річках, тому кожна траса є унікальною.
Перші змагання з каное-слалому пройшли у Швейцарії у 1933 на спокійній воді, проте невдовзі почали проводитися на порогах. Перший чемпіонат світу був проведений у 1949 у Женеві. На Олімпійських іграх каное-слалом був вперше представлений у 1972 році. На Олімпійських іграх 2016 проводилися змагання у 2 заліках — з одним і двома гребцями. На Олімпіаді 2020 у Токіо заплановано замінити парні чоловічі запливи на одинарні жіночі (зараз гребчині змагаються лише на каяках).

### Каное-спринт

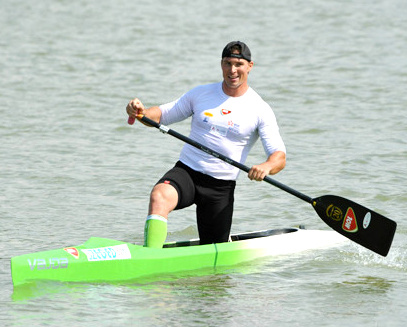

У каное-спринті гребці мають пройти трасу завдовжки від 200 до 5000 метрів якомога швидше. Човни мають керуватися або індивідуально або командами від 2 до 4 гребців.
Змагання з каное-спринту вперше були проведені у 1869 році у Великій Британії.
Під час запливу гребці стоять на одному коліні, що дозволяє їм краще балансувати.
На олімпійських іграх 1924 запливи на каное були представлені як демонстраційний вид спорту, а у 1936 році — як повноцінні змагання.
На Олімпійських іграх 2016 каное-спринт був представлений у 3 заліках (усі чоловічі): індивідуальні запливи на 200 і 1000 м, а також парний заплив на 1000 м. Переможцем в індивідуальному запливі на 200 м став український веслувальник Юрій Чебан.
На Олімпіаді 2020 планувалося гендерно збалансувати заліки каное-спринту.

### Інші
Існує багато неолімпійських видів спорту на каное: поло на каное, каное-фрістайл, марафон на каное та багато інших. Організовує змагання з них Міжнародна Федерація каное.

## Традиційні човни інших культур
У багатьох традиційних культурах були винайдені човни, видовбані з цільного стовбуру дерева або з обтягнутого шкірою або корою каркасу. Вони мають свої назви у кожній культурі, але конструктивно є подібними до каное:
- Човен-довбанка
- Мтумбві
- Мокоро
- Лакана
- Нгалава
- Вака
- Коракл
- Уміак
- Пірога

та багато інших.